# Семейство белков BET
Семейство белков BET — семейство белков, содержащих два тандемных бромодомена на N-конце молекулы и экстратерминальный домен. Белки семейства BET являются глобальными корегуляторами транскрипции. Они связывают ε-аминоацетильные группы остатков лизина в гистонах и привлекают в этот комплекс белки ремоделирования хроматина, соответственно они могут выступать в роли коактиваторов или корепрессоров транскрипции в зависимости от молекулярного контекста. Бромодомены белков семейства BET характеризуются относительно низкой аффинностью к одиночным остаткам ацетиллизина к полипептидах и гораздо большей к участкам со множественными сайтами ацетилирования.
К семейству BET принадлежат четыре белка человека: BRD2, BRD3, BRD4 и BRDT.
Ингибиторы белков семейства BET, например, JQ1 и OTX015, являются многообещающими лекарственными препаратами, которые показали существенную противоопухолевую и противовоспалительную активность в клинических испытаниях. Разработан лекарственный препарат, который быстро индуцирует обратимое, длительное селективное удаление BRD4 и BRD2 по сравнению с BRD3, что позволяет этому препарату эффективно ингибировать рост клеток острого лейкоза человека, а также очень эффективно ингибировать рост солидных (латин. solid-твёрдый) опухолей с низкой цитотоксичностью по отношению к здоровым клеткам.